# Avenue des Tilleuls
Pour les articles homonymes, voir Avenue des Tilleuls (bois de Vincennes).
L'avenue des Tilleuls est une voie privée de la villa Montmorency dans le 16e arrondissement de Paris, en France.

## Situation et accès
L'avenue des Tilleuls est une voie privée située dans la villa Montmorency qui débute au 2, avenue du Square et se termine au 53, boulevard de Montmorency.

L'avenue, au nord de la villa Montmorency.

## Origine du nom
Cette voie doit son nom au fait qu'elle était plantée de tilleuls.

## Historique
Cette voie est ouverte sur le domaine où se trouvait autrefois le château de Boufflers et son parc, vendus en 1852 afin de permettre l'aménagement de la gare d'Auteuil et de la villa Montmorency voisine,.
Le 15 septembre 1918, durant la Première Guerre mondiale, une bombe explose sur le no 12 avenue des Tilleuls lors d'un raid effectué par des avions allemands.

## Bâtiments remarquables et lieux de mémoire

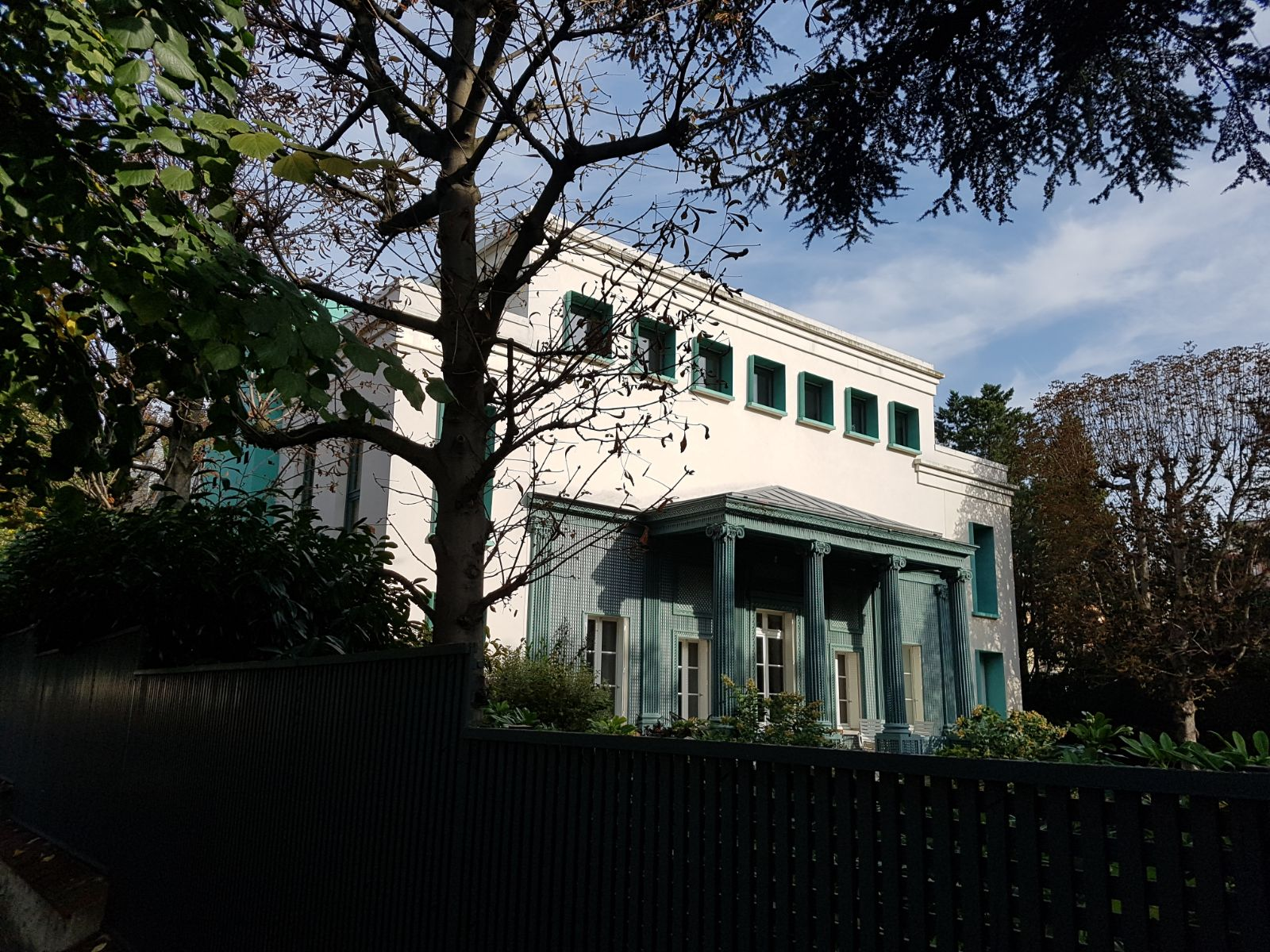
No 12.

- No 18 : le philosophe Henri Bergson (1859-1941) y habita[1].